# Rogeria alzatei
Rogeria alzatei é uma espécie de formiga do gênero Rogeria, pertencente à subfamília Myrmicinae.